# Зиганшина, Рашида Абдуллазяновна
Рашида Абдуллазяновна Зиганшина (17 октября 1917, Казань — 7 мая 2003, там же) — советская и российская татарская актриса театра, общественный деятель, драматург, народная артистка РСФСР (1981). Народная артистка Татарской АССР.

## Биография
Рашида Абдуллазяновна Зиганшина родилась 17 октября 1917 года в Казани в семье служащего. В 1936 году окончила Татарский техникум искусств.
С 1936 года до конца жизни играла в Татарском театре имени Камала. За более чем 65 лет работы в театре сыграла более 120 ролей. В 1964—1975 годах работала директором театра. В январе 1991 года создала актёрскую группу «Инсаният» («Милосердие»), в которую вошли артисты-ветераны сцены.
В 1971—1988 годах руководила Татарским отделением ВТО. Член ВКП(б) с 1942 года.
Создала несколько драматургических произведений: «Любовный талисман», «Сыновья», «Нежданный гость», «Сватья», спектакли по которым шли во многих театрах республики.
Избиралась депутатом районного, городского и Верховного Советов депутатов трудящихся. В 1967—1975 годы была депутатом Верховного Совета Татарской АССР.
Умерла 7 мая 2003 года на 86-м году жизни в Казани.

### Семья
- Муж — Риза Фахрутдинович Ишмурат (Ишмуратов) (1903—1995), татарский драматург, общественный деятель, публицист, режиссёр, заслуженный деятель искусств РСФСР.
  - Сын — Рафаил Ризаевич Ишмуратов.
    - Внук — композитор, дирижёр и кларнетист Ишмуратов, Айрат Рафаилович (род. 1973).

  - Сын — Рустем Ризаевич Ишмуратов.

## Награды и премии
- Народная артистка Татарской АССР.
- Орден «Знак Почёта» (14.06.1957).
- Заслуженная артистка РСФСР (23.06.1970)[1].
- Народная артистка РСФСР (13.05.1981).
- Орден Дружбы (12.04.2000)[2]

## Работы в театре
- «Без вины виноватые» А. Островского — Нина Павловна Коринкина
- «Таланты и поклонники» А. Островского — Смельская
- «Давлет Бадриев» Г. Иделле — Нафиса
- «Варвары» М. Горького — Надежда
- «Слуга двух господ» К. Гольдони — Беатриче
- «Женитьба Фигаро» П. Бомарше — Фаншетта
- «Настоящая любовь» Т. Гиззата — Барбария
- «Одинокая берёза» М. Карима — Файруза
- «Вторая любовь» Е. Мальцева — Груня
- «За тех, кто в море» Б. Лавренёва — Горелова
- «Марьям» Н. Исанбета — Марьям
- «Утраченная красота» Х. Такташа — Зубаржат
- «Тревожные дни» Т. Гиззата — Гульчира
- «Минникамал» М. Амира — Гайни
- «На рассвете» Ш. Шахгали — Зухра
- «Банкрот» Г. Камала — Туганым
- «Фатима Сабри» С. Джамала — Зайнаб
- «В ночь лунного затмения» М. Карима — Танкабика
- «Сумерки» А. Гилязова — Зухра
- «Я вернулся на твое место» Р. Хамида — Зайнаб
- «Бахтияр Канкаев» Т. Миннуллина — Екатерина II
- «Старик из деревни Альдермеш» — Хамдебану
- «У совести вариантов нет» Т. Миннуллина — мать Джалиля
- «Выходили бабки замуж» Ф. Булякова — Фатыма
- «Ретро» А. Галина — Диана Владимировна
- «Три сестры» А. Чехова — Ольга
- «Анджело» В. Гюго — Тизба
- «Враги» М. Горького — Надя
- «Человек с ружьём» Н. Погодина — Катерина
- «Потоки» Т. Гиззата — Гульчира
- «Голубая шаль» К. Тинчурина — Загира
- «Тринадцатый председатель» А. Абдуллина — Саубан